# San Antonio (Rocha)
San Antonio ist eine Ortschaft im Südosten Uruguays.

## Geographie
Sie befindet sich auf dem Gebiet des Departamento Rocha in dessen Sektor 10 unmittelbar an der Atlantikküste. Unweit westlich bis südwestlich liegen Tajamares de la Pedrera und Punta Rubia y Santa Isabel, nordöstlich ist Pueblo Nuevo gelegen.

## Infrastruktur
Im Hinterland von San Antonio verläuft die nach Nordosten führende Fortsetzung der Ruta 10.

## Einwohner
San Antonio hatte bei der Volkszählung im Jahr 2011 sechs Einwohner, je drei männliche und drei weibliche. Für die vorhergehenden Volkszählungen der Jahre 1963, 1975, 1985, 1996 und 2004 sind beim Instituto Nacional de Estadística de Uruguay keine Daten erfasst worden.
| Jahr | Einwohner |
| ---- | --------- |
| 1996 | -         |
| 2004 | -         |
| 2011 | 6         |

Quelle: Instituto Nacional de Estadística de Uruguay